# Osdorf
Osdorf (tysk) eller Ostorp (dansk) er en kommune og en by i det nordlige Tyskland, beliggende i Amt Dänischer Wohld i den nordøstlige del af Kreis Rendsborg-Egernførde. Kreis Rendsborg-Egernførde ligger i den centrale del af delstaten Slesvig-Holsten. Kommunen ligger på halvøen Jernved i det sydøstlige Sydslesvig.

## Geografi
Osdorf ligger omkring 22 km øst for Egernførde i landlige omgivelser. Mod sydvest løber Bundesstraße 76 fra Egernførde mod Kiel.
Ud over Osdorf ligger landsbyerne Austerlitz, Borghorsterhütten og Stubbendorf i kommunen.